# João Luiz Ramires Vieira
João Luiz Ramires Vieira mit Kurznamen João Luiz (* 24. Juni 1985 in São Paulo) ist ein brasilianischer Fußballspieler.

## Karriere
João Luiz begann mit dem Profifußball bei Rio Branco EC und spielte hier bis 2007. Anschließend wechselte er nach Portugal zum Verein Marítimo Funchal. Für diesen Verein spielte er die nachfolgenden sieben Spielzeiten lang. Die Spielzeit 2010/11 verbrachte er als Leihspieler beim Ligarivalen SC Beira-Mar.
Zur Saison 2014/15 wechselte João Luiz die türkische TFF 1. Lig zum Mittelmeer-Vertreter Adanaspor.
Im Sommer 2015 wechselte er zu Al-Riffa SC.